# كتة شصت آبادان (آستانة أشرفية)
کتة شصت آبادان (بالفارسية: کته شصت آبادان) هي قرية تقع في إيران في قسم تشهارده الريفي. يقدر عدد سكانها بـ 515 نسمة .